# Ненково
Нѐнково е село в Южна България, община Кърджали, област Кърджали.

## География
| Население по години | Население по години |
| ------------------- | ------------------- |
| 1934 г.             | 825 души            |
| 1946 г.             | 883 души            |
| 1956 г.             | 848 души            |
| 1975 г.             | 364 души            |
| 1985 г.             | 318 души            |
| 1994 г.             | 227 души            |
| 2003 г.             | 145 души            |
| 2014 г.             | 119 души            |
| 2018 г.             | 112 души            |

Село Ненково се намира в най-източната част на Западните Родопи, прилежащо към границата им с Източните Родопи, на около 17 km северозападно от Кърджали и 18 km север-североизточно от Ардино. Разположено е край десния бряг на река Боровица, в полите на възвишенията западно от реката.
Източно от Ненково, отвъд реката, минава общински път, с който селото е свързано посредством пешеходен висящ мост. При маловодие на река Боровица има брод, през който може да се стигне до селото и с автомобил, а ако автомобилът е с висока проходимост, достъпът през брода е възможен и по друго време. Общинският път води на юг през селата Пъдарци, Дъждовница, Пеньово, Бленика, Зелениково, Енчец и Срединка до град Кърджали, а на север – през или покрай селата Войново, Соколите, Женда и Средска до село Комунига, където прави връзка с второкласния републикански път II-58.

## История
Селото – тогава с име Мемлилер (Мемелèр) – е в България от 1912 г. Преименувано е на Ненково с министерска заповед № 3775, обнародвана на 7 декември 1934 г.
Към 31 декември 1934 г. село Ненково се състои от махалите Слепче (Кьороглулар), Тиквино (Кабаклар), Тремник (Елезлер), Тъмава (Вийсалар) и Чубра (Кая баши).
Във фондовете на Държавния архив Кърджали се съхраняват документи от съответни периоди на/за:
- Списък на фондове от масив „K“:

– Частно турско училище – с. Ненково (Мемелер), Кърджалийско; фонд 202K; 1937 – 1939;
- Списък на фондове от масив „С“:

– Народно основно политехническо училище – с. Ненково, Кърджалийско; фонд 178; 1948 – 1985; Промени в наименованието на фондообразувателя:
> Начално училище – с. Ненково, Кърджалийско (1948 – 1952);
> Народно основно политехническо училище – с. Ненково, Кърджалийско (1952 – 1972).
Край близката хижа „Боровица“ има останки от късноантична църква.

## Население
Численост и дял на етническите групи според преброяването на населението през 2011 г.:
|                     | Численост | Дял (в %) |
| Общо                | 129       | 100,00    |
| Българи             | 0         | 0,00      |
| Турци               | 128       | 99,22     |
| Цигани              | 0         | 0,00      |
| Други               | 0         | 0,00      |
| Не се самоопределят | 0         | 0,00      |
| Неотговорили        | 0         | 0,00      |

## Религии
Изповядваната в село Ненково религия е ислям.

## Обществени институции
Село Ненково е център на кметство Ненково, което обхваща селата Висока и Ненково.
Молитвеният дом в село Ненково е джамия.

## Културни и природни забележителности
На около 700 m от висящия мост по течението на реката има ползван, но вече рушащ се римски мост.
Интерес в района представлява пещерата Утробата, находяща се в местността Тангардък кая, на половината път между село Ненково и хижа Боровица. На асфалтовия път точно където започва язовир Кърджали, има табела за пещерата. До пещерата се достига след едночасов пешеходен преход нагоре по склона. Под пещерата има два „свещени“ извора, чиято вода е възможно да не е годна за пиене, затова е препоръчително туристите да си носят вода. В района има и тракийски скални ниши.